# Borda de Batalla
La Borda de Batalla és una borda al terme municipal de la Torre de Cabdella, a l'antic terme de Mont-ros, al Pallars Jussà. És al sud del poble de Molinos, a l'esquerra del Flamisell i a l'esquerra també del seu afluent, el barranc del Foguer. És una borda grossa, que domina des del sud el petit eixamplament que fa el Flamisell en aquest lloc. Al seu nord-est hi ha la borda de Gaspar i la de Gulló.